# Private Eye (Atari 2600)
Private Eye es un videojuego para el Atari 2600 publicado por Activision. En él, el jugador controla al detective francés Pierre Touche. Quien conduce un  Modelo A por una ciudad norteamericana con la habilidad de saltar. El objetivo es encontrar evidencia para la captura del criminal convicto Henri Le Fiend quien ha cometido un crimen diferente en cada una de las cuatro misiones, y una quinta misión que combina todas las evidencias y crímenes. El juego fue republicado en el 2002 como parte de la Activision Anthology.
La caja original del juego incluye un mapa que ayuda bastante en la recolección de las evidencias.